# ソナ・ジョバルテ

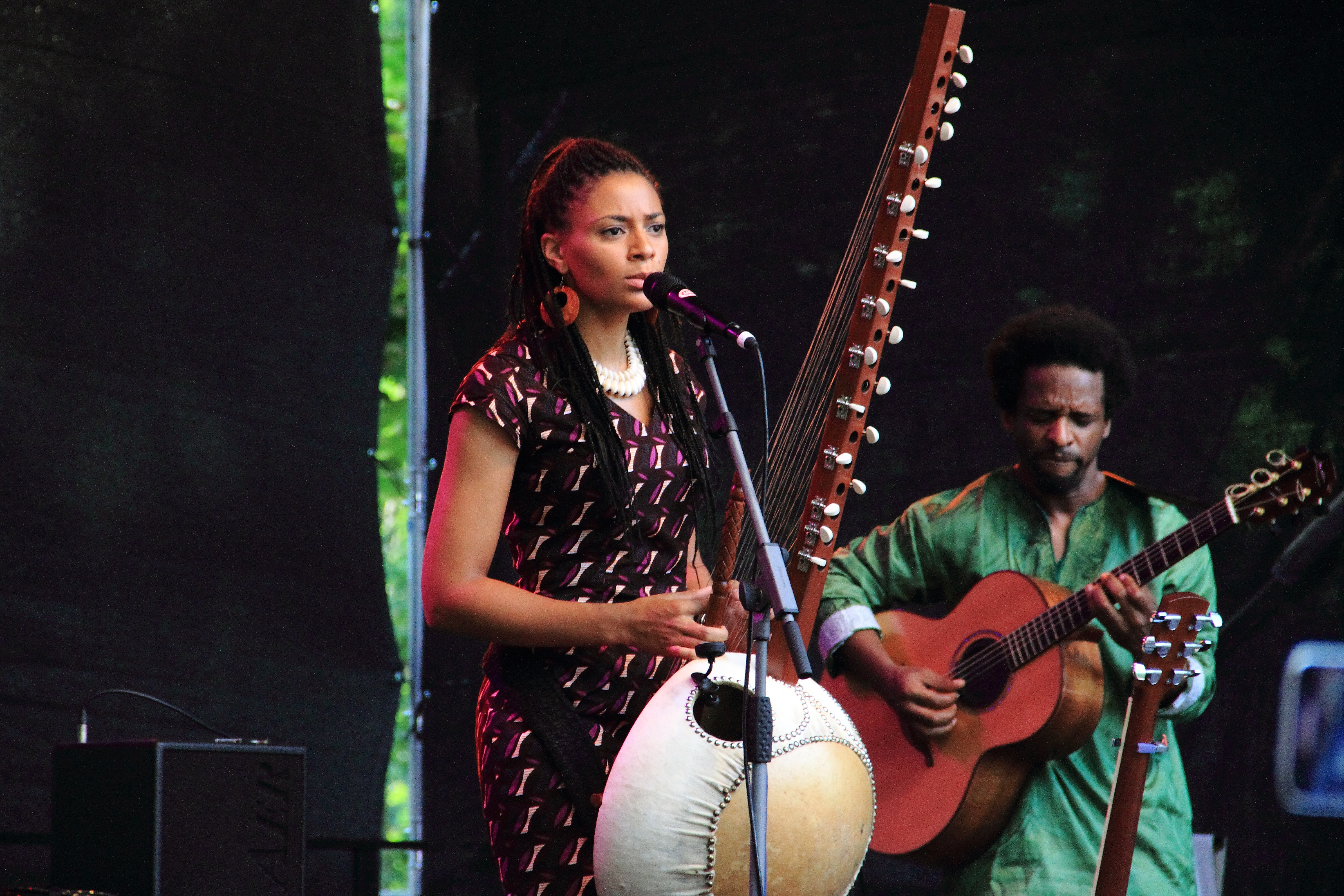
演奏するソナ・ジョバルテ（2015年）

ソナ・ジョバルテ（Sona Jobarteh、1983年10月17日 - ）は、ガンビア/イギリスのコラ奏者、歌手。ロンドン出身。

## 経歴
70代以上続くグリオの家系に生まれ、女性初のコラ奏者となった。著名なコラ奏者のトゥマニ・ジャバテはいとこにあたる。

## ディスコグラフィ

### リーダー・アルバム
- Afro Acoustic Soul (2008年、Sona Soul)
- Motherland: The Score (2010年、African Guild)
- Fasiya (2011年、African Guild)
- Badinyaa Kumoo (2022年、African Guild)

### 参加アルバム
- Tunde Jegede : Lamentation (1996年)
- HKB FiNN : Spoken Herbs (2006年) ※プロデュース、ゲスト参加
- Various Artists : Music of the Diaspora (2006年、Souljazzfunk) ※映画『500 Years Later』サウンドトラック
- Ty2 : Nu Beginin' (2007年) ※ゲスト参加
- HKB FiNN : Light in the Shade of Darkness (2008年) ※プロデュース、ゲスト参加